# Камата
Камата је трошак позајмљивања новца и компензација повериоца за одрицање од сопствене потрошње и ризике које преузима када поверава свој новац другима. Без камата би било врло мало кредита, па би стога економска активност била мања. Она се разликује од провизије коју зајмопрималац можда плаћа зајмодавцу или неком трећем лицу. Она се исто тако разликује од дивиденде коју компанија плаћа својим деоничарима (власницима) из свог профита или резерви, али не по задатој унапред уговореној стопи, већ сразмерно основи као удео у награди стеченој предузетничким узимањем ризика, када остварени приход премашује укупне трошкове. Камата је позната од најстаријих цивилизација, као што је сумерска. Била је забрањена прописима многих религија, укључујући хришћанску, а и данас камату одбацује ислам. Разлог је увек исти: остваривање прихода „без (опипљивог) рада“. Ове забране се одувек заобилазе домишљатим решењима, као што је учешће зајмодавца у заједничком послу са зајмопримцем.

## Каматне стопе
Постоји више разлога због којих зајмодавац наплаћује камату и који истовремено представљају детерминанте висине каматне стопе:
- одложено располагање новцем: будући да сваки човек више воли да једном сумом располаже данас, а не у будућности (теорија временске преференције), то је потребно да зајмопримац надокнади зајмодавцу то одложено располагање,
- ризик позајмљивања: увек постоји опасност да зајмодавац неће у целини или делимично примити назад онолико колико је позајмио, на пример зато што зајмопримац није у стању или да неће да врати позајмљено, или је дошло до промена курсева валута и смањења вредности потраживања итд; стога зајмодавац тражи повећану каматну стопу (премија за ризик) у односу на потпуно сигуран зајам,
- опортунитетни трошак: уколико зајмодавац позајми зајмопримцу новац, тада је пропустио прилику да инвестира у све друге пословне могућности, што значи и да је пропустио да од њих оствари добит; то одрицање мора бити надокнађено,
- инфлациона очекивања; да инфлација, која обезвређује новац, не би смањила вредност позајмице коју дужник врати, то је потребно да се унапред у зајам угради механизам који ће штитити повериоца; то се обично чини повећањем каматне стопе у односу на ону која би била примењена у свету без инфлације,
- преференција ликвидности: појединци више воле да располажу капиталом у ликвидном облику, тј. у облику који може одмах или у кратком року, а по потреби, бити коришћен (новац, државне обвезнице, акције), него у облику који тражи време и новац да постане расположив (дугови).

Камата се обично изражава као годишња каматна стопа: износ камате која ће бити исплаћена током једне године подељен је износом позајмљеног новца.
Номинална каматна стопа је она која је записана у уговору између странака. Каматна стопа која представља релативни број – проценат, који одређује колико се новчаних јединица плаћа по јединици
кредита и користи се за обрачун редовне камате по датом кредиту. Може бити фиксна или променљива. У последње време,
све кредите, изузев краткорочних – са отплатом до годину дана, наше банке дају са променљивом номиналном каматном
стопом, која зависи од кретања стопе раста цена на мало или кретања каматних стопа на европском банкарском тржишту,
тзв „EURIBOR“ или „LIBOR“
Ефективна каматна стопа је износ који заиста добија странка после одбијања пореза на камату и других евентуалних трошкова банке. За разлику од номиналне каматне стопе, ефективна каматна стопа (ЕКС) представља стварну цену кредита и омогућава
вам да лакше сагледате и упоредите услове под којима различите банке нуде исте кредите.
Ефективна каматна стопа, поред номиналне каматне стопе, укључује накнаде и провизије које клијент плаћа банци за
одобравање кредита. Уколико је реч о кредитима који се одобравају уз депозит, ЕКС обухвата и приход по основу камате коју
банка плаћа на тај депозит.
Ефективна каматна стопа обухвата и трошкове обраде захтева, трошкове пуштања кредита у течај, годишњу провизију
на име накнаде за администрирање кредита, накнаду на неискоришћени део оквирног кредита, износ премије осигурања ако
је осигурање услов за коришћење кредита, трошкове отварања и вођења рачуна који су услов за одобравање кредита, као и
друге трошкове у вези са споредним услугама које су услов за коришћење кредита а које сноси корисник (нпр. фиксна
провизија на име накнаде за обраду захтева за осигурање, трошкови издавања извода из регистра непокретности, трошкови
процене вредности непокретности и покретних ствари, трошкови овере заложне изјаве, трошкови уписа заложног права –
хипотеке, трошкови увида у базу података о задужености корисника и др.).
Реална каматна стопа је представља прилагођавање номиналне каматне стопе за инфлацију. На пример, уколико је номинална каматна стопа 10%, а инфлација 6%, тада је реална каматна стопа 4%.
Камата је само један од облика добити на финансијским тржиштима, односно на тржишту инвестиција.
Други су:
- приноси од обвезница,
- капитална добит од акција,
- профит од курсних разлика и слично.

Будући да су сва финансијска тржишта међусобно повезана и да конкуришу једна другима, то и висина каматне стопе зависи од приноса на другим тржиштима, као и што сама утиче на приносе на другим тржиштима.